# Göran Gustaf Hierta
Göran Gustaf Hierta, född 13 september 1750, död 20 maj 1817 på Maland i Sköns socken, Västernorrlands län, var en svensk friherre och militär.
Göran Gustaf Hierta var son till general Carl Hierta och Fredrika Johanna Rosenhane. Han blev rustmästare vid Älvsborgs regemente 1757, sergeant där 1762, fänrik 1766, vid Jämtlands dragonregemente 1768, löjtnant där 1769, kapten 1773, sekundmajor samma år, premiärmajor 1775 och överstelöjtnant i armén 1792. Hierta var överste och chef för Jämtlands dragonregemente 1792–1802, varpå han erhöll avsked från sin militära tjänst. Han blev riddare av Svärdsorden 1794.